# Manuel José Othón
Manuel José Othón (Cerritos, San Luis Potosí, 14 de junio de 1858 - San Luis Potosí, San Luis Potosí, 28 de noviembre de 1906) fue un poeta, dramaturgo y político mexicano que perteneció a los movimientos literarios del romanticismo y modernismo. Es autor del poema Idilio salvaje, considerado uno de los poemas más representativos de México.

## Estudios y primeros años

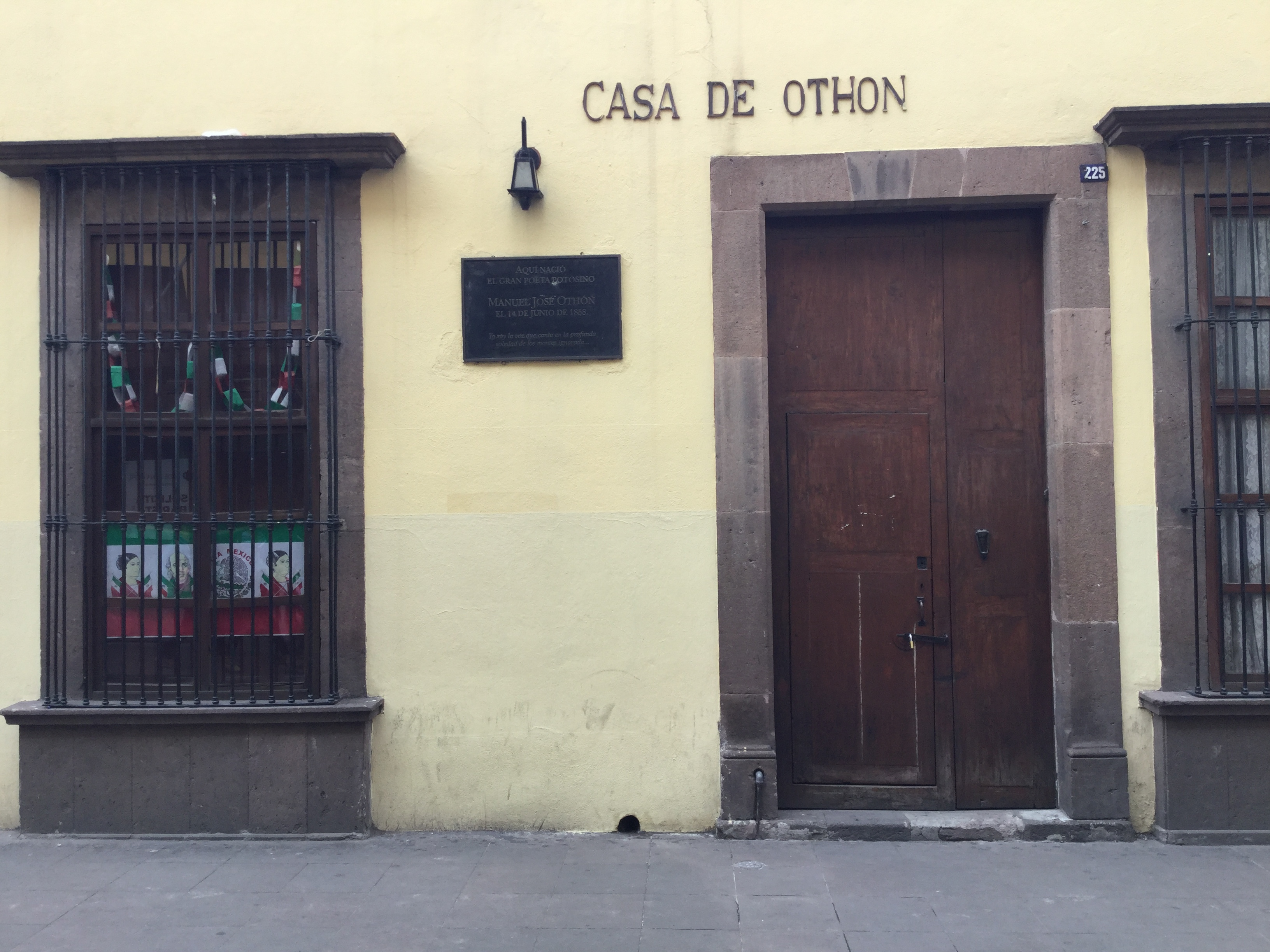
Casa natal de Othón, hoy Museo Othoniano.

Nació en la ciudad de San Luis Potosí. Recibió instrucción básica en el Seminario Conciliar y estudió abogacía en el Instituto Científico y Literario (que posteriormente sería la Universidad Autónoma de San Luis Potosí) donde se tituló en 1881.
Colaboró para las revistas y periódicos:
- El Búcaro
- El Pensamiento
- La Esmeralda
- La Voz de San Luis
- El Correo de San Luis
- El Estandarte
- El Contemporáneo

## Vida política
Ejerció su profesión en comunidades tales como Cerritos, Santa María del Río, Guadalcázar, la misma San Luis Potosí, Saltillo y Torreón. Fue agente del Ministerio Público en su ciudad natal y profesor de su alma mater. Obtuvo el cargo de diputado federal y se integró al Congreso de la Unión en 1900.

## Vida literaria

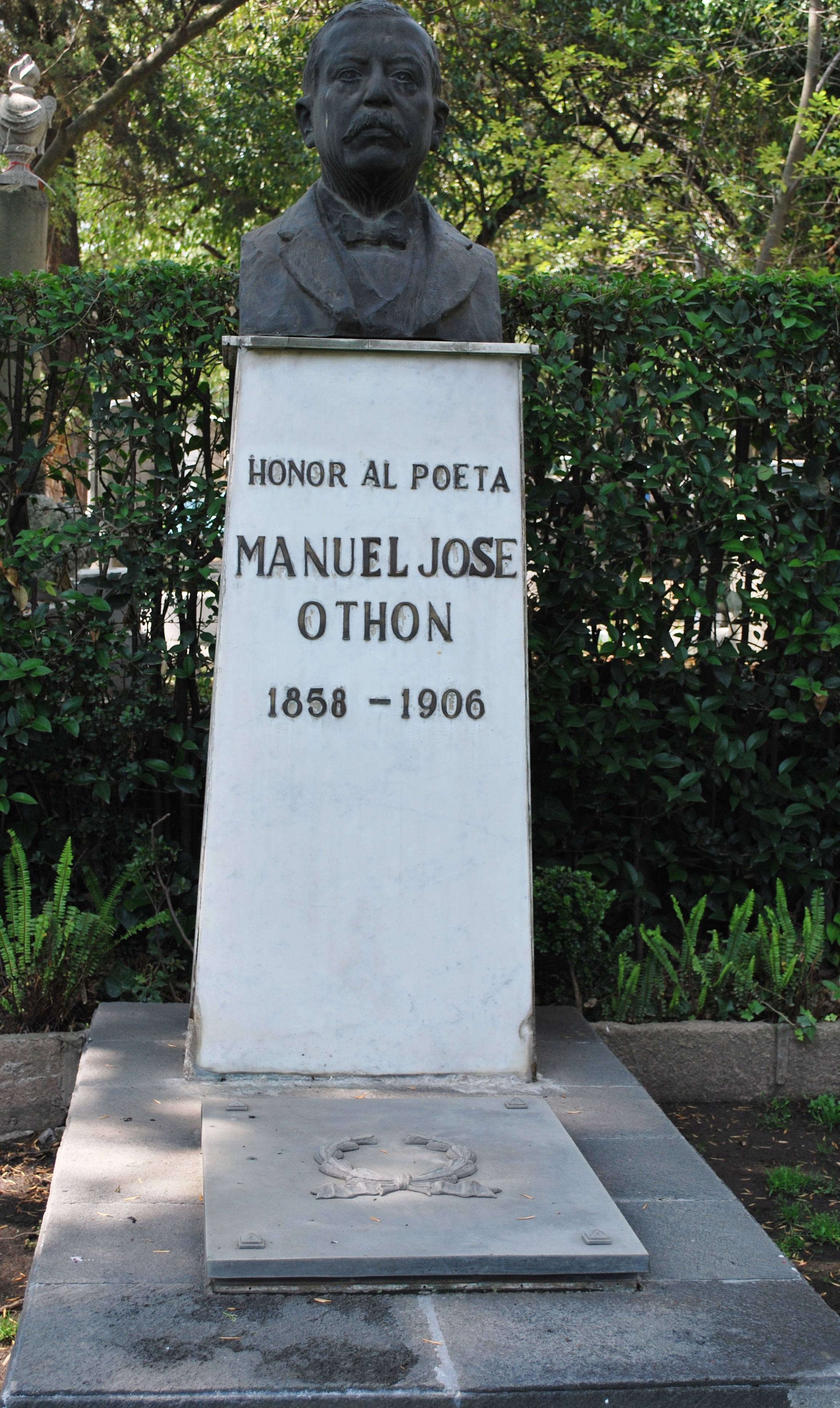
Sepulcro de Manuel José Othón en la Rotonda de las Personas Ilustres.

Manuel José Othón empezó a escribir poemas desde los 13 años, mucho antes de iniciar su carrera como abogado. A los 21 años publica sus primeras obras bajo el nombre de Poesías y tres años después se editará un nuevo tomo bajo el nombre Nuevas Poesías. Sus poemas se centran en un tema: la naturaleza y la relación del hombre con la misma. Así, en 1902 aparece Poemas rústicos y en 1907 Noche rústica en Walpurgis. La obra más conocida de Othón, que además cuenta con reconocimiento internacional, es Idilio Salvaje, fue publicada en 1906. Fue miembro correspondiente de la Academia Mexicana de la Lengua.

## Obra póstuma
Murió en San Luis Potosí el 28 de noviembre de 1906. En 1964 sus restos fueron trasladados a la Rotonda de las Personas Ilustres del Panteón Civil de Dolores, en la Ciudad de México.
Parte de la obra de Othón fue publicada después de su muerte en antologías de poemas, pero su obra póstuma más importante fue El himno de los bosques, que redactó en el ejido Gallitos, en la región de la Huasteca tamaulipeca.
El auditorio principal de la Universidad Autónoma de San Luis Potosí (campus Zona Huasteca, UASLPZH), y el teatro municipal de Matehuala llevan su nombre.